# Sazonowo
Sazonowo – osiedle typu miejskiego w Rosji, w obwodzie wołogodzkim. W 2010 roku liczyło 3226 mieszkańców.